# Lactofen
Lactofen ist ein Pflanzenschutzwirkstoff aus der Gruppe der Diphenylether-Herbizide, der zur Bekämpfung von Unkräutern eingesetzt wird.

## Geschichte
Lactofen wurde 1987 auf den Markt gebracht.

## Stereochemie
Das Herbizid Lactofen ist ein Racemat. Es besitzt zwei enantiomere Formen, nämlich (S)-(+)- und (R)-(−)-Lactofen. Der Abbau des (S)-(+)-Enantiomers erfolgt schneller als der des (R)-(−)-Enantiomers. Außerdem zeigte Lactofen in verschiedenen Böden Konfigurationsstabilität, also keine Umwandlung vom (S)-(+)- ins (R)-(−)-Enantiomer oder umgekehrt erfolgte.

(S)-Lactofen
(R)-Lactofen

## Synthese
Die Synthese von Lactofen ist in der folgenden Reaktionssequenz beschrieben:
Zuerst wird 4-(Trifluormethyl)phenol mit Chlor zu 2-Chlor-4-(trifluormethyl)phenol umgesetzt. Durch anschließende Umsetzung mit 5-Chlor-2-nitrobenzoesäure  wird  Acifluorfen erhalten. Dies wird im letzten Schritt mit Milchsäureethylester und Thionylchlorid zum Produkt Lactofen umgesetzt.

## Handelsname
Ein Pflanzenschutzmittel mit dem Wirkstoff Lactofen wird unter dem Handelsnamen Cobra vermarktet.

## Zulassung
In den Staaten der EU und in der Schweiz sind Pflanzenschutzmittel mit dem Wirkstoff Lactofen nicht mehr zugelassen.